# Gunung Meraksa Lama
Gunung Meraksa Lama is een bestuurslaag in het regentschap Empat Lawang van de provincie Zuid-Sumatra, Indonesië. Gunung Meraksa Lama telt 1244 inwoners (volkstelling 2010).